# Кейт Макдоналд
Кейт Макдоналд (англ. Kate McDonald; нар. 21 березня 1970) — колишня австралійська тенісистка.
Найвищу одиночну позицію світового рейтингу — 187 місце досягла 5 листопада 1990, парну — 103 місце — 2 квітня 1990 року.
Здобула 2 одиночні та 15 парних титулів туру ITF.
Найвищим досягненням на турнірах Великого шолома було 2 коло в одиночному розряді.

## Фінали ITF
| турніри $25,000 |
| турніри $10,000 |

### Одиночний розряд (2–3)
| Результат | Ранг | Дата             | Турнір                     | Покриття  | Суперниця         | Рахунок       |
| --------- | ---- | ---------------- | -------------------------- | --------- | ----------------- | ------------- |
| Поразка   | 1.   | 27 березня 1988  | ITF Мельбурн, Австралія    | Тверде    | Рейчел Макквіллан | 4–6, 6–7      |
| Перемога  | 1.   | 6 листопада 1988 | ITF Ленцергайде, Швейцарія | Килим (i) | Ґабріель Вілліґер | 6–2, 6–1      |
| Поразка   | 2.   | 3 грудня 1989    | ITF Мельбурн, Австралія    | Тверде    | Ніколь Брадтке    | 6–1, 0–6, 5–7 |
| Поразка   | 3.   | 8 грудня 1991    | ITF Перт, Австралія        | Тверде    | Дженні Бірн       | 2–6, 4–6      |
| Перемога  | 2.   | 9 березня 1992   | ITF Водонга, Австралія     | Трава     | Джулі Річардсон   | 6–0, 7–6      |

### Парний розряд (15–14)
| Результат | Ранг | Дата              | Турнір                         | Покриття   | Партнерка       | Суперниці                          | Рахунок          |
| --------- | ---- | ----------------- | ------------------------------ | ---------- | --------------- | ---------------------------------- | ---------------- |
| Перемога  | 1.   | 8 червня 1987     | ITF Карпі, Італія              | Ґрунт      | Гана Ґай        | Нора Байчикова Петра Лангрова      | 6–7, 7–5, 7–5    |
| Поразка   | 1.   | 15 червня 1987    | ITF Салерно, Італія            | Ґрунт      | Гана Ґай        | Вероніка Мартінек Даніела Мойсе    | 6–7, 2–6         |
| Перемога  | 2.   | 22 червня 1987    | ITF Франкавілла, Італія        | Ґрунт      | Мартіна Павлік  | Мішелл Боурі Крістін Кунс          | 6–4, 6–3         |
| Поразка   | 2.   | 6 березня 1988    | Ньюкасл (Австралія), Австралія | Трава      | Ренне Стаббс    | Рейчел Макквіллан Джо-Анн Фолл     | 1–6, 3–6         |
| Поразка   | 3.   | 21 березня 1988   | Мельбурн, Австралія            | Тверде     | Крістін Годрідж | Рейчел Макквіллан Ренне Стаббс     | 4–6, 5–7         |
| Перемога  | 3.   | 26 вересня 1988   | Бол, Югославія                 | Ґрунт      | Ренне Стаббс    | Магдалена Шимкова Ева Швіглерова   | 6–3, 6–1         |
| Перемога  | 4.   | 9 жовтня 1988     | Малий Лошинь, Yugoslavia       | Ґрунт      | Ренне Стаббс    | Сильвія Чопек Магдалена Фейстель   | 6–3, 1–6, 6–2    |
| Перемога  | 5.   | 16 жовтня 1988    | Рабаць, Югославія              | Ґрунт      | Ренне Стаббс    | Алісе Ногачова Андреа Стрнадова    | 6–0, 6–4         |
| Перемога  | 6.   | 30 жовтня 1988    | Баден, Швейцарія               | Тверде (i) | Ренне Стаббс    | Катажина Новак Петра Торен         | 6–2, 6–0         |
| Перемога  | 7.   | 6 листопада 1988  | Ленцергайде, Швейцарія         | Килим (i)  | Ренне Стаббс    | Karin Baleková Андреа Стрнадова    | 6–4, 2–6, 6–0    |
| Поразка   | 4.   | 19 лютого 1989    | Аделаїда, Австралія            | Тверде     | Ренне Стаббс    | Крістін Годрідж Дженін Томпсон     | 7–5, 2–6, 2–6    |
| Поразка   | 5.   | 26 лютого 1989    | Мельбурн, Австралія            | Тверде     | Ренне Стаббс    | Саллі Маккенн Дженін Томпсон       | 3–6, 2–6         |
| Поразка   | 6.   | 5 березня 1989    | Канберра, Австралія            | Тверде     | Ренне Стаббс    | Паулетте Морено Окада Сіхо         | 4–6, 2–6         |
| Перемога  | 8.   | 12 березня 1989   | Нью Касл, Австралія            | Трава      | Ренне Стаббс    | Саллі Маккенн Дженін Томпсон       | 7–6(5), 4–6, 6–3 |
| Поразка   | 7.   | 17 квітня 1989    | Казерта, Італія                | Тверде     | Нанне Дальман   | Євгенія Манюкова Наталія Медведєва | 4–6, 4–6         |
| Поразка   | 8.   | 30 квітня 1989    | Верона, Італія                 | Ґрунт      | Дженін Томпсон  | Рейчел Макквіллан Крістін Кунс     | 7–5, 4–6, 0–6    |
| Перемога  | 9.   | 9 липня 1989      | Кава-де-Тіррені, Італія        | Ґрунт      | Ренне Стаббс    | Енн Гросбек Тітія Вілмінк          | 2–6, 6–1, 6–1    |
| Поразка   | 9.   | 15 жовтня 1989    | Нагасакі, Японія               | Тверде     | Такаґі Тамака   | Їда Ей Кідовакі Мая                | 2–6, 6–3, 2–6    |
| Перемога  | 10.  | 19 листопада 1989 | Голд-Кост, Австралія           | Тверде     | Крістін Кунс    | Луїс Стейсі Джейн Тейлор           | 6–4, 6–2         |
| Перемога  | 11.  | 8 грудня 1991     | Перт, Австралія                | Тверде     | Кіррілі Шарп    | Нарелл Кімптон Стефані Мартін      | 6–2, 6–2         |
| Поразка   | 10.  | 2 березня 1992    | Мілдьюра, Австралія            | Трава      | Кіррілі Шарп    | Джулі Річардсон Аманда Трейл       | 6–7(5), 6–7(3)   |
| Поразка   | 11.  | 7 березня 1993    | Мілдьюра, Австралія            | Трава      | Джейн Тейлор    | Кетрін Берклей Кіррілі Шарп        | 1–6, 2–6         |
| Перемога  | 12.  | 14 березня 1993   | Водонга, Австралія             | Трава      | Джейн Тейлор    | Робін Модслі Деніелл Томас         | 2–6, 6–3, 6–3    |
| Перемога  | 13.  | 21 березня 1993   | Канберра, Австралія            | Трава      | Джейн Тейлор    | Майя Авотінс Робін Модслі          | w/o              |
| Перемога  | 14.  | 28 березня 1993   | ITF Бендіго, Австралія         | Трава      | Джейн Тейлор    | Майя Авотінс Естер Нокс            | 6–3, 6–1         |
| Поразка   | 12.  | 5 квітня 1993     | ITF Бангкок, Таїланд           | Тверде     | Емі Делоун      | Сувімол Дуанчань Сухова Ірина      | 3–6, 2–6         |
| Поразка   | 13.  | 5 липня 1993      | ITF Індіанаполіс, США          | Тверде     | Стефані Ріс     | Хосокі Юко Кадзімута Наоко         | 5–7, 3–6         |
| Поразка   | 14.  | 13 березня 1994   | ITF Воррнамбул, Австралія      | Тверде     | Джейн Тейлор    | Нікол Уменс Шеннон Пітерс          | w/o              |
| Перемога  | 15.  | 20 березня 1994   | ITF Канберра, Австралія        | Трава      | Енджи Каннінгем | Ацуко Сінтані Харуко Сіґекава      | 6–2, 6–2         |